# Lecane lamellata
Lecane lamellata är en hjuldjursart som först beskrevs av Eugen von Daday 1893.
Lecane lamellata ingår i släktet Lecane och familjen Lecanidae. Inga underarter finns listade i Catalogue of Life.